# Michael Loehr
Michael Loehr (* 17. April 1982 in Troisdorf) ist zeitgenössischer Tänzer, Choreograf und Tanzpädagoge. Er ist Preisträger des Herbert-von-Karajan-Preises für herausragende künstlerische Leistungen.

## Leben und Werdegang
Michael Loehr wurde am 17. April 1982 in Troisdorf, Nordrhein-Westfalen, geboren. Nach seinem Studium an der Hochschule für Musik und Tanz Köln  begann Michael Loehr seine berufliche Laufbahn unter der künstlerischen Leitung von  Gregor Zöllig am Tanztheater Bielefeld und später bei der Tanzcompagnie Oldenburg am Oldenburgischen Staatstheater unter Honne Dohrmann. Er tanzte dort u. a. in Choreografien von Shlomi Bitton, Lionel Hoche, Jo Strømgren, Ingun Bjørnsgaard, Jan Pusch sowie Guy Weizman & Roni Haver.
Seit 2009 ist er international als freischaffender Tänzer tätig und konzentriert sich dabei insbesondere auf seine Zusammenarbeit mit dem israelischen Choreografen Emanuel Gat. Darüber hinaus realisierte er Projekte mit der koreanischen Choreografin Eun-Me Ahn, mit Jai Gonzalez am UnterwegsTheater Heidelberg, dem Berliner Designer und Musiker Patrick Mason sowie dem französischen Künstler Awir Leon.
2017 gründete er gemeinsam mit Pansun Kim, Genevieve Osborne, Francois Pszybylski und Milena Twiehaus das Künstlerkollektiv Something Machine, das in den folgenden Jahren mehrere gemeinsame Projekte realisierte. Dazu zählen verschiedene Versionen des Tanzprojekts The 2nd Excessive Rudeness in Zusammenarbeit mit dem Seoul Dance Center und STRUT Dance in Perth, Australien, sowie die Szenografie und das Movement Coaching für Awir Leons Man Zoo Tour.
Michael Loehr ist europaweit als Dozent und Tanzpädagoge aktiv. Sein Schwerpunkt liegt neben der Vermittlung von Tanztechnik und Choreografie insbesondere auf der Erforschung der Zusammenhänge zwischen Sportwissenschaft und Tanz.
2023 präsentierte Loehr gemeinsam mit acht langjährigen Kolleginnen und Kollegen der Tanzcompany Emanuel Gat Dance erstmals seine Arbeiten als bildender Künstler in der Gruppenausstellung 360 in Marseille, Frankreich. Die Ausstellung umfasste Werke in verschiedenen Medien, darunter Sound, Video, Fotografie, KI, Text und Tapisserie. Der Titel 360 verwies auf einen offenen Kunstbegriff, der Arbeitsprozesse und Reflexion ins Zentrum rückte.

## Zusammenarbeit und künstlerische Partnerschaft mit Emanuel Gat

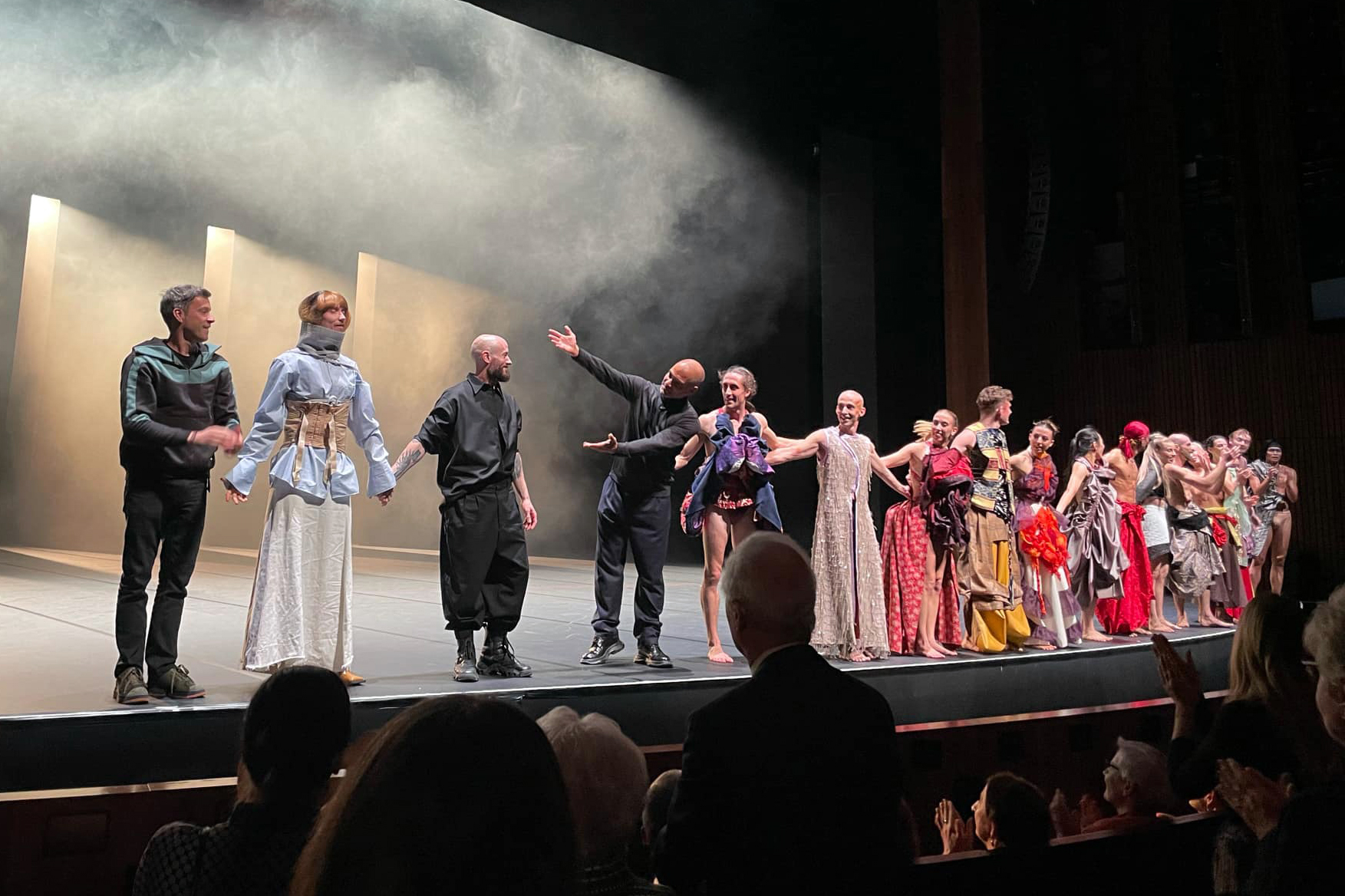
Emanuel Gat bedankt sich bei Michael Loehr und Team bei der Uraufführung von Lovetrain 2.0 am Landestheater Linz

Loehr begann seine Zusammenarbeit mit Emanuel Gat im Jahr 2009 mit der Neufassung von Silent Ballet für das Lincoln Center Festival in New York City. Seitdem arbeitet er als Co-Creator und Performer für alle folgenden Produktionen der Compagnie Gat.
Im Jahr 2017 schuf Emanuel Gat das Duett Milena & Michael, das er eigens für Michael Loehr und seine Kollegin Milena Twiehaus konzipierte und nach ihnen benannte.
Das französische Magazin Lyon Capitale berichtete anlässlich der Uraufführung im Maison de la Danse in Lyon:

« Obwohl Milena et Michael ein intimes Stück ist, wurde es für große Bühnenräume geschaffen. Die weite, ungeschmückte Spielfläche dient ihm als Rahmen und hebt die darin enthaltenen Aktionen und Intentionen hervor. Ein absolutes Muss! »

Als choreografischer Assistent von Emanuel Gat ist Loehr maßgeblich an der Einstudierung und Umsetzung zahlreicher Werke der Compagnie Gat beteiligt. In dieser Rolle arbeitete er u. a. mit dem Ballet National de Marseille Candoco Dance Company, CCN Ballet de Lorraine, Cedar Lake Contemporary Ballet, Jin Xing Dance Theatre, Polish National Ballet, Scottish Dance Theatre, dem Staatsballett Berlin und Tanz Linz zusammen.
Loehr ist zudem für Emanuel Gat Dance als Pädagoge tätig und vermittelt jungen Tänzern die Methodik sowie den speziellen Arbeitsprozess, die der Choreograf in den letzten 25 Jahren zusammen mit seiner Compagnie entwickelt hat. Dabei liegt ein besonderer Schwerpunkt auf der Fähigkeit, choreografische Entscheidungen in Echtzeit zu treffen, um sich innerhalb eines choreografischen Systems mit klar definierten Regeln frei bewegen zu können. 
Seit 2017 ist Loehr im Organisationsteam und als Lehrer bei den jährlichen Emanuel Gat Dance Summer Intensives aktiv.

## Anerkennungen und Auszeichnungen
Als Tänzer und choreographischer Co-Creator wirkte Michael Loehr an zahlreichen preisgekrönten Tanzproduktionen mit. In der Theaterspielzeit 2009/2010 gewann die Produktion Largo den norwegischen Dansekritikerprisen der Kritikerlaget / Norwegian Critics' Association. Das Stück Lovetrain2020 wurde vom französischen Syndicat Professionnel de la Critique Théâtre, Musique et Danse als beste Tanzvorstellung der Saison 20–21ausgezeichnet. 2022 gewann Act II & III or The Unexpected Return of Heaven and Earth den italienischen Danza & Danza Award als beste Zeitgenössische Produktion.
Für seine darstellerischen Leistungen wurde Michael Loehr 2017 in der Kategorie „Tänzer des Jahres“ der jährlichen Kritikerumfrage des Fachmagazins Tanz für seine Mitwirkung im Stück Sunny nominiert. 2023 erhielt er während der Salzburger Osterfestspiele als erster Tänzer den Herbert-von-Karajan-Preis für herausragende, künstlerische Leistungen.

## Auswahl an choreografischen Arbeiten
- 2023 Mud – Centro ArteMente. Accademia Professionale Danza Milano[32][33]
- 2022 Squeeze – Nuova Officina della Danza / Mosaico Danza[34]
- 2019 Man Zoo Tour – Something Machine / Awir Leon
- 2017/2019 The 2nd Excessive Rudeness – Something Machine / STRUT Dance & Seoul Dance Center
- 2017 Bodydismorphia – Maison Mason / Berlin Alternative Fashion Week[35]
- 2011 Zeitsprung: Schwanengesang (in Zusammenarbeit mit Antje Rose) – Tanztheater Bielefeld
- 2011 Inland – Dock 11 Berlin[36][37]
- 2007 Zeitsprung: Vier Jahreszeiten – Tanztheater Bielefeld
- 2006 if you’re gonna dine with the cannibals, sooner or later, darling, you’re gonna get eaten – Tanztheater Bielefeld
- 2006 re|thinking – Tanztheater Bielefeld